# Białuty (powiat warszawski zachodni)
Białuty – wieś w Polsce położona w województwie mazowieckim, w powiecie warszawskim zachodnim, w gminie Błonie. Ma status sołectwa.
| SIMC    | Nazwa         | Rodzaj    |
| ------- | ------------- | --------- |
| 0000030 | Kolonia Osiek | część wsi |

Wieś szlachecka Bialuthi położona była w drugiej połowie XVI wieku w powiecie błońskim ziemi warszawskiej województwa mazowieckiego. W latach 1975–1998 miejscowość należała administracyjnie do województwa warszawskiego.
Białuty położone są w centrum Niziny Błońskiej. 
W miejscowości działa kilka podmiotów gospodarczych, m.in. Białuty Sp. z o.o., Biagro Sp. z o.o., Agrin Sp. z o.o. i Biaren Sp. z o.o.